# Station Wrocław Pawłowice
Station Wrocław Pawłowice is een spoorwegstation in de Poolse plaats Wrocław.